# درووژکوویتسه
درووژکوویتسه (به چکی: Droužkovice) یک منطقهٔ مسکونی در جمهوری چک است که در ناحیه خوموتوو واقع شده‌است.